# S/y Poleszuk
s/y Poleszeuk – jacht morski zbudowany jako szybka łódź motorowa. Przejęty przez Związek Harcerstwa Polskiego w 1937 wypłynął w 1938 na nigdy nie ukończoną harcerską wyprawę żeglarską dookoła świata.

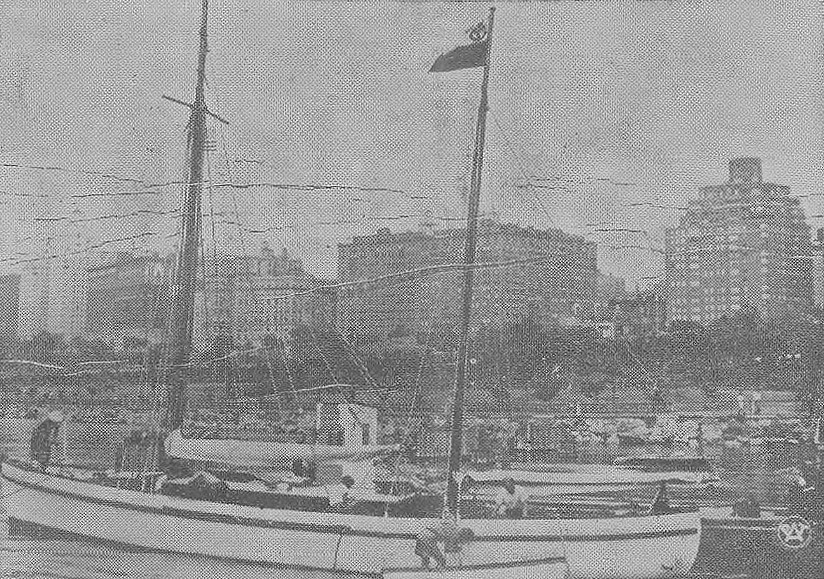
„Poleszuk” w Nowym Jorku (1939)

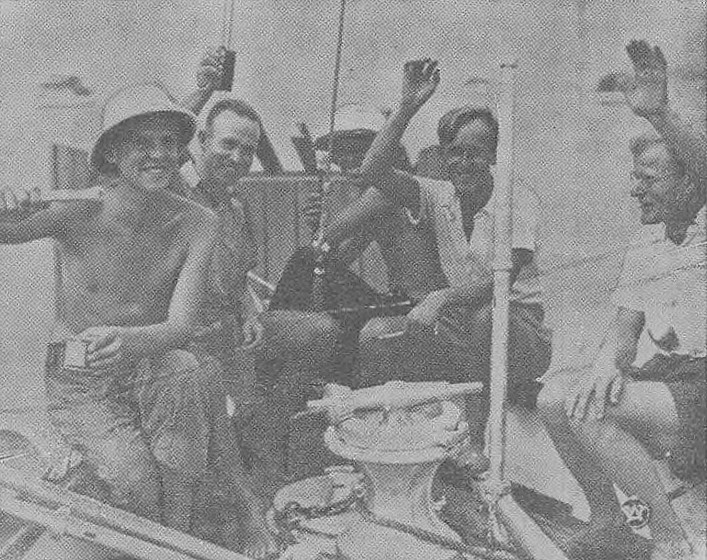
Załoga jachtu w Nowym Jorku (1939)

## Historia
Poleski okręg (stąd nazwa jachtu) Ligi Morskiej i Rzecznej powołał 28 maja 1930 komitet budowy jachtu dla szkolenia młodzieży. W ciągu kolejnych sześciu lat zebrano na ten cel 8787 złotych (w znacznej mierze była to dotacja wojewody poleskiego). Zarząd Ligi w Brześciu przekazał te fundusze Związkowi Harcerstwa Polskiego 12 maja 1936. W dniu 15 sierpnia 1937 Bronisław Miazgowski przejął w Pucku w imieniu ZHP jacht „Poleszuk”.
Łódź była początkowo szybką motorówką używaną przez estońskich (albo łotewskich) przemytników. Nazywała się „Cerra Marena” (pol. Kochana Ojczyzna). Została wystawiona na sprzedaż przez szypra albo – po skonfiskowaniu – przez polskie władze celne.
Łódź miała mocny silnik i duże ładownie, nie miała radia ani nadawczego ani odbiorczego. Została przekazana 39 Warszawskiej Drużynie Harcerskiej i przerobiona przez harcerzy na kecz gaflowy.

## Niedokończony rejs
Harcerze postanowili wyprawić się tym jachtem na rejs dookoła świata. Załogę stanowili: Mścisław Wróblewski (wtedy nauczyciel w gimnazjum, organizator i przez pewien czas komendant rejsu), Leon Matuszewski i Mieczysław Żak, do których dołączył mieszkający na Wybrzeżu Ludwik Walasik (wtedy bosman szkunera Zawisza Czarny, późniejszy kapitan marynarki handlowej). Do załogi dokooptowano Fryderyka Tomczyka. W Dakarze do załogi dołączyli: Władysław Henoch, geograf i Zbigniew Jasiński, pisarz (który wkrótce rozstał się z załogą). W Konakry do załogi dołączył Julian Ramotowski (inżynier-rolnik).
Wyprawa została w znacznej mierze sfinansowana przez Jadwigę Wróblewską, matkę Mścisława. Poza tym uczestnicy przez dłuższy czas zbierali oszczędności. 
Jacht wypłynął z Gdyni 23 lub 24 lipca 1938. Mimo braku w załodze stałego kapitana jachtu (w tej wyprawie uchwały o większym znaczeniu zapadały większością głosów) „Poleszuk” żeglował bezpiecznie. Kolejne porty, do których zawijał po opuszczeniu Bałtyku, to: Brest, Lizbona, Casablanca, Mogador, Las Palmas, Dakar i Konakry. Po 28-dniowym skoku przez Atlantyk załoga zawinęła do portów: Georgetown (wtedy w Gujanie Brytyjskiej), Port-of-Spain (Trynidad), Grenada, Fort-de-France (Martynika), Bridgetown (Barbados), San Domingo, Hawana, Miami. W okresie rocznego rejsu uczestnicy przeżyli wiele przygód, w tym dwukrotnie przeżyli groźne burze morskie ,wychodząc z nich bez szwanku. W Hiszpanii przebywali podczas trwającej wtedy wojny domowej. U wybrzeży Afryki, w trakcie polowania na krokodyle, czterech członków załogi zachorowało na malarię.
Wreszcie, po 14 miesiącach rejsu, bez awarii, po przebyciu 12 tysięcy mil, 21 lipca 1939 załoga zawinęła do Nowego Jorku. W składzie załogi byli wtedy Julian Ramotowski, Ludwik Walasik, Fryderyk Tomczyk, Mścisław Wróblewski i J. Henoch. Załoga została powitana przez harcerzy amerykańskich i polskich w USA. Polski konsulat postanowił wykorzystać przybycie „Poleszuka” w celach promocji Polski. Postanowiono – po wystawieniu jachtu na ówczesnej Wystawie Światowej w Nowym Jorku – skierować go trasą „Dali” Andrzeja Bohomolca do Chicago, największego skupiska Polaków. W ten sposób sytuacja polityczna uniemożliwiła załodze realizację rejsu dookoła świata. Po opuszczeniu Nowego Jorku jacht popłynął drogą śródlądową w kierunku Chicago: na motorze do Wielkich Jezior, a później znów na żaglach do Buffalo i Detroit. Wybuch II wojny światowej 1 września 1939 zastał załogę w Cleveland. Po dopłynięciu do Chicago 17 września, następnego dnia rejs został rozwiązany. Załoga brała udział w spotkaniach z Polonią i innych przedsięwzięciach promujących Polskę.
Członkowie załogi rozstali się. Henoch, Ramotowski i Wróblewski zgłosili się do Polskich Sił Zbrojnych, Walasik wstąpił do marynarki handlowej sił sojuszniczych. Fryderyk Tomczyk pozostał w Chicago, opiekując się jachtem, który został przekazany Polskiemu Związkowi Rzymsko-Katolickiemu w Stanach Zjednoczonych. Był on instruktorem żeglarstwa i prowadził zajęcia na jachcie dla polonijnych skautów.
Około 1943 jacht został sprzedany na rozbiórkę.